# 静电屏蔽
一个接地的空腔导体，外接电场既不会影响腔内的物体，腔内带电体的电场也不会影响腔外的物体，这种现象称为静电屏蔽。
在静电平衡状态下，空腔内部没有电场。不管导体本身带电还是处于外界电场中这一结论始终成立。这样，导体壳的表面就保护了它的内部区域，使之不受导体壳外表面上的电荷或外界电场的影响，这个现象称为“静电屏蔽”。
静电屏蔽的应用很广泛，例如电子仪器外的金属网罩、电缆外层包裹的金属皮用于防止外部电场对内部的影响。
需要注意，如果外部的电场是交流电電場，则静电屏蔽的条件不再成立。（参见电磁屏蔽）
1. ↑  赵, 凯华; 陈, 熙谋.  4版. 北京: 高等教育出版社. 2018: 83. ISBN 978-7-04-049971-1.